# Jonathan Hutchinson

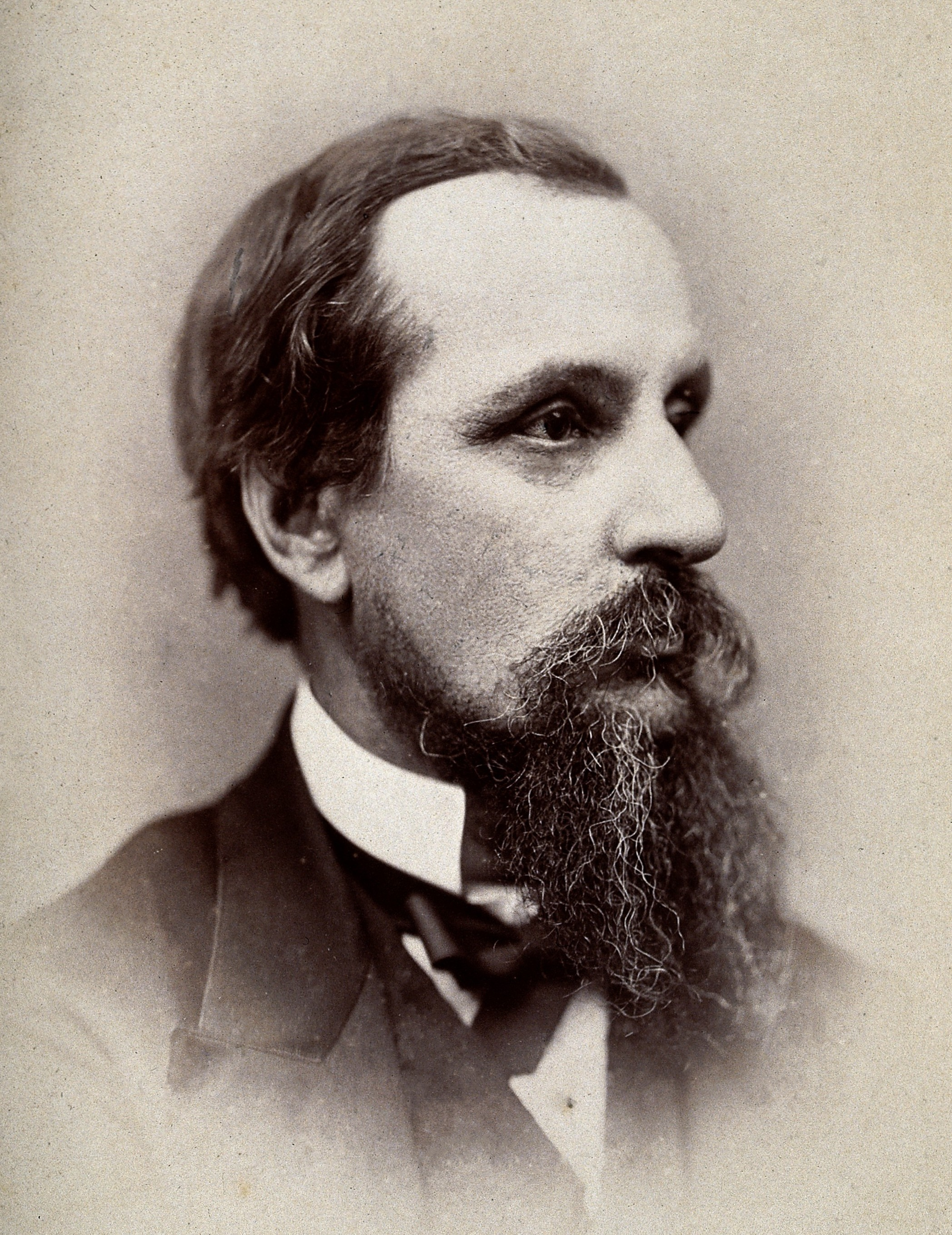
Jonathan Hutchinson

Jonathan Hutchinson (ur. 23 lipca 1828 w Selby, zm. 23 czerwca 1913 Haslemere) – angielski chirurg, okulista, dermatolog, wenerolog i patolog. Urodził się w 1828 w rodzinie kwakrów.
Hutchinson opublikował około 1200 artykułów medycznych i jako jedyny autor wydawał kwartalnik Archives of Surgery w latach 1890–1900.
Nazwisko Hutchinsona upamiętnia szereg eponimów, z których część została jednak już zarzucona:
- zęby Hutchinsona
- triada Hutchinsona
- zespół Hutchinsona-Gilforda
- źrenica Hutchinsona
- twarz Hutchinsona
- Objaw Hutchinsona w przebiegu czerniaka aparatu paznokciowego[1].